# Indoniscus albidus
Indoniscus albidus är en kräftdjursart som beskrevs av Albert Vandel1952. Indoniscus albidus ingår i släktet Indoniscus och familjen Styloniscidae. Inga underarter finns listade i Catalogue of Life.